# ميرتشيا فودا
ميرتشيا فودا  هي قرية تقع في إقليم كونستانتا في رومانيا.

## السكان
حسب إحصائيات 2002 بلغ عدد سكان القرية 7,084 نسمة.